# Ivan Tennant Memorial Award
Ivan Tennant Memorial Award je hokejová trofej, která je každoročně udělována nejlepšímu hráči v lize Ontario Hockey League, který současně studuje na střední škole. Trofej je pojmenována po Ivanu Tennantovi, bývalém výchovném poradci v Kitcheneru Rangers, který 20 let pracoval na zavádění studentských standardů v OHL.

## Vítězové Ivan Tennant Memorial Award
- 2017–18: Mack Guzda, Owen Sound Attack
- 2016–17: Quinn Hanna, Guelph Storm
- 2015–16: Kyle Keyser, Flint Firebirds
- 2014–15: Stephen Dhillon, Niagara IceDogs
- 2013–14: Adam Craievich, Guelph Storm
- 2012–13: Connor Burgess, Sudbury Wolves
- 2011–12: Adam Pelech, Erie Otters
- 2010–11: Andrew D'Agostini, Peterborough Petes
- 2009–10: Dougie Hamilton, Niagara IceDogs
- 2008–09: Freddie Hamilton, Niagara IceDogs
- 2007–08: Alex Friesen, Niagara IceDogs
- 2006–07: Andrew Shorkey, Owen Sound Attack
- 2005–06: Joe Pleckaitis, Ottawa 67's
- 2004–05: Matt Pelech, Sarnia Sting